# Алберт Нобс
Алберт Нобс (енгл. Albert Nobbs) је ирска филмска драма из 2011. године, редитеља Родрига Гарсије. Номинован је за три Оскара, у категоријама најбоља главна глумица, најбоља споредна глумица и најбоља шминка. Често је навођен као круна у плодној глумачкој каријери Глен Клоус.

## О филму
Алберт Нобс је старија жена која ради прерушена у батлера, у угледном, отменом даблинском хотелу. Због бројних животних недаћа, болних сећања на мушки свет и тешког социјалног положаја у ком су се налазиле жене деветнаестог века, одлучна је да по сваку цену сакрије свој идентитет и прикупи новац за остварење свог животног сна – отварање мале трговачке радње.
Глен Клоус је први пут играла Алберта Нобса давне 1982. и од тада је пуних петнаест година радила на адаптирању представе у филм, који је требало да буде снимљен крајем деведесетих, у режији Иштвана Саба. Написала је сценарио, финансирала снимање и по мишљењу критичара, маестрално, тихо и емотивно одиграла насловну улогу.

## Улоге
| Глумац             | Улога          |
| ------------------ | -------------- |
| Глен Клоус         | Алберт Нобс    |
| Мија Вашиковска    | Хелен Доуз     |
| Арон Џонсон        | Џо             |
| Џенет Мактир       | Хјуберт Пејџ   |
| Полин Колинс       | гђа. Бејкер    |
| Бренда Фрикер      | Поли           |
| Брендан Глисон     | доктор Холоран |
| Марија Дојл Кенеди | Мери           |
| Џонатан Рис-Мајерс | виконт Јарел   |